# Lacustromyces
Lacustromyces är ett släkte av svampar. Lacustromyces ingår i familjen Cladochytriaceae, ordningen Chytridiales, klassen Chytridiomycetes, divisionen pisksvampar och riket svampar.
|               | Nowakowskiella                           |
|               |                                          |
|               | Cladochytrium                            |
|               |                                          |
| Lacustromyces | \| \| Lacustromyces hiemalis \| \| \| \| |
|               | \| \| Lacustromyces hiemalis \| \| \| \| |
|               | Polychytrium                             |
|               |                                          |
|               | Physocladia                              |
|               |                                          |
|               | Saccopodium                              |
|               |                                          |
|               | Septochytrium                            |
|               |                                          |
|               | Megachytrium                             |
|               |                                          |
|               | Amoebochytrium                           |
|               |                                          |
|               | Lacustromyces hiemalis                   |
|               |                                          |

|  | Lacustromyces hiemalis |
|  |                        |